# Solpugyla kigoma
Solpugyla kigoma es una especie de arácnido  del orden Solifugae de la familia Solpugidae.

## Distribución geográfica
Se encuentra en Tanzania.